# 1708 en santé et médecine
| Années de la santé et de la médecine : 1705 - 1706 - 1707 - 1708 - 1709 - 1710 - 1711    |
| Décennies de la santé et de la médecine : 1670 - 1680 - 1690 - 1700 - 1710 - 1720 - 1730 |

Cet article présente les faits marquants de l'année 1708 en santé et médecine.

## Événements
- 17 janvier : « Édit portant création d'offices de médecins et de chirurgiens des armées du Roy, avec l'État des appointemens qui leur seront payez[1]. »
- 1er octobre : Jean-Claude-Adrien Helvétius, futur médecin de la Cour de Philippe d'Orléans, obtient son titre de docteur en médecine de la Faculté de Paris.
- L'hiver 1708-1709 est particulièrement rigoureux. Dans le Morvan par exemple, le froid fait entièrement geler la plupart des ruisseaux et des étangs en moins de 4 heures et le dégel voit des morceaux de glace de 1 m d'épaisseur[2].

## Publication
- Herman Boerhaave (1668-1738) publie Institutiones medicae, un des premiers ouvrages de physiologie[3].

## Naissances
- 20 mai : Pierre Baux (mort en 1790), médecin, météorologiste et naturaliste français.
- 20 juin : William Lewis (mort en 1781), médecin et chimiste anglais.
- 6 octobre : Jean François Gauthier (mort en 1756), médecin et naturaliste de Nouvelle-France. Le genre Gaultheria lui a été dédié par Linné.
- 16 octobre : Albrecht von Haller (mort en 1777), anatomiste et physiologiste suisse.

## Décès
- 18 juillet : Christian Friedrich Garmann, médecin allemand, né le 19 janvier 1640.
- 28 août : Edward Browne (né en 1644), médecin et écrivain anglais.
- 28 décembre : Joseph Pitton de Tournefort (né en 1656), médecin et botaniste français[4].